# Драган Бујошевић
Драган Бујошевић (Београд 15. јануар 1954) српски је новинар и генерални директор РТС-а.

## Биографија
Новинарство је дипломирао на Факултету политичких наука. У Политици је радио од 1976. до 1989, а од 1989. до 1993. је био уредник ДЕСК-а и заменик главног уредника Политике. Од 1993. до 1997. ради у НИН-у као новинар, помоћник главног уредника и заменик главног уредника. Био је главни уредник „Европљанина“ од 1997. до 1999, а од 1999. заменик главног уредника и новинар НИН-а. Као главни уредник „Европљанина“, Бујошевић је кажњен по радикалско-јуловском закону о новинарству због рушења уставног поретка земље новчаним износом од око 60.000 долара 1998. године. У НИН-у је остао до лета 2002, а од 2001. до укидања у априлу 2006. радио је за БК Телевизију.
Године 2007, је краће време радио за ТВ Ентер, а након тога је писао серијал колумни за дневни лист Ало. Од 2008. до 2013. био је главни и одговорни уредник „Политике“, а након тога је прешао на Прву српску телевизију где је од 2011. до 2015. водио емисију „Став Србије“. 5. маја 2015, изабран је за новог генералног директора Радио Телевизије Србије. Након што је 15. јануара 2019. навршио 65 година живота и стекао услове за одлазак у редовну старосну пензију, Бујошевићу је мандат на месту директора Радио Телевизије Србије продужен за још шест месеци.

## Контроверзе
Емитовање серије Немањићи — рађање краљевине, било је пропраћено контроверзама и критикама на рачун продукције. Пројекат је коштао 2,87 милиона евра са порезима и доприносима, чиме је његова израда сврстана међу најскупље телевизијске серије снимљене у Србији. Права на наставке телевизијских серија Убице мог оца, а касније и Сенке над Балканом, чије су се прве сезоне приказивале на РТС-у, уступљена су другим телевизијама, услед веће финансијске исплативости. Глумац Тихомир Арсић оптужио је Бујошевића да је намерно препустио права на приказивање Топ каналу. Ствараоци пројекта Заспанка за војнике, редитељ Предраг Антонијевић и продуцент Макса Ћатовић понудили су права на филм и серију Радио-телевизији Србије, али је договор о том питању изостао. Бујошевић је такав потез образложио немогућношћу РТС-а да финансира производњу филмова. Такође, иако је РТС хтео да сними серију, оценио је неоснованим инсистирање на цени која би износила један евро више по епизоди од остварења Краљ Петар Први, те навео да за исто РТС има сто одсто права. Однос Антонијевића, Бујошевић је оценио некоректним, те нагласио да је он идејни творац наслова Убице мог оца и да је РТС једини прихватио да сними ту серију.

РТС је од јавног сервиса постао дементни добошар непрекидне функционерске кампање СНС-а који увек заостаје и касни. Да је којим случајем Драган Бујошевић на истом положају у Јапану, одавно би извршио харакири.

—Чедомир Антић, март 2019.
Челници опозиционих структура, у саставу „Савеза за Србију“, као и остали учесници протеста „Један од пет милиона“ у својим захтевима су навели и оставку Драгана Бујошевића. Бујошевићу је, као директору јавног медијског сервиса, замерена немогућност појављивања на тој телевизији пуна три месеца, док су се неки од протестаната позвали на назив његове некадашње емисије Није српски ћутати. Дана 16. марта 2019. године, у вечерњим часовима, група демонстраната ушла је у зграду Радио-телевизије Србије, са захтевом да се уживо укључи у програм. У згради се тада налазио уредник програма, Зоран Станојевић, док су присутни од њега тражили да буду у вестима. Након консултације са надређенима, Станојевић их је упутио да изађу из зграде. Председник Српског покрета Двери, Бошко Обрадовић, пренео је да је видео текстуалну поруку на мобилном телефону, садржине „Нећемо им ништа дозволити, у 21 ће их полиција избацити из зграде“, послату од стране Драгана Бујошевића. Програм РТС-а више пута у току вечери је прекидан, док је на првом каналу те телевизије преношено обраћање министра полиције Небојше Стефановића. РТС је сигнал преузимао од телевизије Пинк, а цео догађај су уредници веб-сајта Њуз.нет описали у сатиричном тону. Нешто касније, у току вечери, Драган Бујошевић је изнео своје виђење случаја, извинио се запосленима и оценио да су протести изгубили легитимитет. Рекао је да су кроз ходнике пролазили људи са моторним тестерама и да због свега тога није било могуће раније реализовати информативну емисију.
Струковни синдикат РТС-а затражио је хитан састанак са Драганом Бујошевићем крајем марта 2019, позивајући се на одредбу о поштовању професионалних стандарда и кодекса. У писму чији је потписник Драгомир Милошевић, председник синдиката, изражено је незадовољство условима рада запослених и уређивачком политиком јавног сервиса. У писму је наведено и да се запосленима додељују нови послови без надокнаде и ревидирања уговора о раду. С друге стране, указано је на незаконито увећавање прихода руководећих кадрова, те да је због тога рад осталих у тој кући омаловажен. Бујошевић на писмо није одговорио.

## Признања
- Годишња награда „Политике“,
- Награда „Дуда Тимотијевић“ за унапређење тв-новинарства 2001,
- Награда БК фондације за новинарство и публицистику 2002,
- Награда „Сташа Маринковић“ листа „Данас“ за аналитичко новинарство 2008.

## Дела
- 5. октобар – 24 часа преврата, (децембра 2001); Америчко издање „Palgrave“ 2003.